# Davis-Douglas Cloudster
Il Davis-Douglas Cloudster (a volte indicato anche come Douglas Cloudster) era un aereo, biplano e monomotore, realizzato dall'azienda statunitense Davis-Douglas Company all'inizio degli anni venti.
Unico velivolo prodotto dalla compagnia con sede a Los Angeles, venne realizzato allo scopo di portare a termine il primo volo non-stop da una costa all'altra degli Stati Uniti.

## Storia del progetto
La nascita del progetto del Cloudster coincide con la creazione della società Davis-Douglas: in sostanza il facoltoso, ed appassionato di sport, David R. Davis e il progettista Donald Wills Douglas (che aveva da poco lasciato la Glenn L. Martin Company) unirono i loro intenti al fine di realizzare un velivolo che, per primo nella storia del volo, fosse in grado di collegare senza scalo le opposte coste degli Stati Uniti.
La fusoliera, la coda e l'impennaggio del velivolo furono costruiti nel soppalco di una segheria di Los Angeles (presa in affitto da Douglas) e successivamente trasferiti a mezzo camion al Goodyear Field (campo di volo ausiliario, nei pressi della Williams Air Force Base) dove il Cloudster fu assemblato.
Portato in volo per la prima volta il 24 febbraio del 1921, il successivo 19 marzo volò alla quota di 5 840 m, limite mai raggiunto prima nella costa del Pacifico.

## Tecnica
Il Davis-Douglas Cloudster era un biplano dalla struttura interamente lignea; solamente la parte anteriore della fusoliera presentava rivestimento in lamiera metallica.
I due piani alari avevano le stesse dimensioni ed erano fra loro collegati da una coppia di montanti interalari disposti nella sezione esterna delle semiali; altri due montanti collegavano l'ala superiore alla fusoliera, in prossimità della cabina di pilotaggio; questa era priva di copertura e presentava i due posti per i membri dell'equipaggio affiancati.
La fusoliera, di considerevoli dimensioni, conteneva gli ampi serbatoi di carburante, necessari per il compimento del lungo volo per il quale il velivolo venne realizzato.
I piani di coda erano di tipo monoplano ed in configurazione classica, con lo stabilizzatore disposto alla base della deriva.
Il carrello d'atterraggio era di tipo classico, con gli elementi anteriori monoruota collegati alla fusoliera da una struttura a tre bracci e collegati tra loro da un assale rigido; nella zona posteriore era disposto un pattino d'appoggio.
Il Cloudster era equipaggiato con un motore dodici cilindri a V, raffreddato a liquido Liberty L-12, capace di sviluppare la potenza di 400 hp (pari a 298 kW).

## Impiego operativo
Nel giugno del 1921 il velivolo spiccò il volo dal March Field (nei pressi di Riverside in California) con l'obbiettivo di raggiungere il Curtiss Field (a Long Island, non distante da New York).
Problemi al motore, sorti sui cieli del Texas, costrinsero l'equipaggio ad un atterraggio forzato determinando così il fallimento della missione.
Il velivolo venne riportato alla base di partenza ma, visti i risultati ottenuti, David Davis perse interesse nell'impresa e decise di sciogliere la compagnia, tenendo per sé il velivolo.
Dapprima modificato con la realizzazione di un vano per cinque passeggeri in sostituzione di uno dei serbatoi di carburante alloggiati nella fusoliera ed impiegato per voli a scopo turistico, il Cloudster venne venduto nel 1925 a Tubal Claude Ryan (che avrebbe poi fondato l'azienda costruttrice dello Spirit of Saint Louis) che, dopo aver ampliato il vano per i passeggeri in modo da accogliere dieci persone, lo impiegò nella The San Diego - Los Angeles Airlines realizzando uno dei primi collegamenti commerciali tra le due città californiane di San Diego e Los Angeles.
Nel corso della propria carriera il Cloudster fu il primo velivolo in grado di trasportare un carico utile pari al proprio peso.
Successivi passaggi di proprietà portarono il velivolo a svolgere vari voli charter finendo per svolgere trasporti di liquori in Messico, nella zona di confine con la California, quando ancora negli Stati Uniti vigeva il proibizionismo. Nel dicembre del 1926, durante un volo charter per Ensenada, il velivolo fu costretto ad un atterraggio di fortuna sulla spiaggia dove venne distrutto con l'arrivo dell'alta marea.

## Utilizzatori
Stati Uniti
- The San Diego - Los Angeles Airlines